# Italienska mästerskapet i fotboll 1898
Italienska mästerskapet i fotboll 1898 var de första mästerskapen i fotboll i Italien. Mästerskapet gjordes upp på en dag mellan fyra lag; Genoa CFC, Internazionale Torino, FBC Torinese och Ginnastica Torino. Genoa besegrade Inter i finalen och blev de första italienska mästarna i fotboll.

## Semifinaler
| Lag 1                 | Resultat | Lag 2             |
| Internazionale Torino | 2–1      | FBC Torinese      |
| Genoa                 | 2–0      | Ginnastica Torino |

## Final
| Lag 1 | Resultat   | Lag 2                 |
| Genoa | 2–1 (e.f.) | Internazionale Torino |